# Чагами-Поён
Чагами-Поён (тадж. Чагами Поён) — село в районе Рудаки Республики Таджикистан. Входит в состав джамоата (сельской общины) Эсанбой района Рудаки.
Находится на расстоянии 25 км от райцентра (пгт. Сомониён) и 35 км от центра общины (село Эсанбой).
Население — 378 чел. (2017).